# عيسى دومبيا
عيسى دومبيا (بالفرنسية: Issa Doumbia)‏
```
هو 
ممثل
 
فرنسي
، ولد في 10 يونيو 1982 في 
فرنسا
.
[
1
]
[
2
]
[
3
]
```

## وصلات خارجية
- عيسى دومبيا على موقع IMDb (الإنجليزية)
- عيسى دومبيا على موقع ألو سيني (الفرنسية)
- عيسى دومبيا على موقع أول موفي (الإنجليزية)
- عيسى دومبيا على موقع قاعدة بيانات الفيلم (الإنجليزية)
- عيسى دومبيا على موقع كينوبويسك (الروسية)